# SCIS 科学犯罪捜査班
『SCIS 科学犯罪捜査班 天才科学者・最上友紀子の挑戦』（SCIS かがくはんざいそうさはん てんさいかがくしゃ もがみゆきこのちょうせん）は、中村啓による小説シリーズ「SCIS 科学犯罪捜査班」の第1弾。

## 登場人物
最上友紀子
本作の主人公。帝都大学理工学部教授。帝都大学卒業後、ハーバード大学大学院に留学後、2年前に日本に帰国して母校の教授職に就く。
小比類巻祐一
警視庁刑事部捜査一課第5強行犯捜査の管理官。階級は警視。友紀子とは帝都大学理工学部の2008年度卒業同期生。
長谷部勉
警視庁刑事部捜査一課の刑事。階級は警部補。

## 書誌情報
- 中村啓『SCIS 科学犯罪捜査班 天才科学者・最上友紀子の挑戦』、2019年11月12日発売、光文社文庫 / 光文社、ISBN 978-4-334-77936-8[1]

## テレビドラマ
日本テレビ×Hulu 共同製作ドラマとして、『パンドラの果実〜科学犯罪捜査ファイル〜』（パンドラのかじつ かがくはんざいそうさファイル）のタイトルで、2022年4月23日から6月25日まで日本テレビ系「土曜ドラマ」枠で放送された。主演はディーン・フジオカ。
同年6月25日から7月30日まで、Season2がHuluオリジナルドラマとして配信された。
2024年6月16日に最新章SPが放送された。同年6月16日から7月14日まで、Season3がHuluオリジナルドラマとして配信された。

### キャスト

#### 主要人物
小比類巻祐一（） 〈40〉
演 - ディーン・フジオカ
本編の主人公。「科学犯罪対策室」室長。帝都大学生命工学科を主席で卒業した警察官僚。階級は警視正。最上からは「コッヒー」と呼ばれている。
基本、同僚でも敬語で接する。科学の可能性を信じており、AIや仮想現実に肯定的。
最上友紀子（） 〈30〉
演 - 岸井ゆきの
元天才科学者。小比類巻が警察庁内に創設した「科学犯罪対策室」のアドバイザーとして招聘される。あだ名のセンスが微妙。長谷部からは「食い意地が張っている」と言われる。
感覚で行動するタイプ。3年前のある出来事を機に、科学界から身を引いていた。AIや仮想現実には否定的で「科学は科学」「科学には越えてはいけない一線がある」と主張。幽霊やオカルトの類いは信じていないが、実は怖がっている。16歳でMIT入学、19歳でレトロウィルスの逆転写酵素の研究で博士号を取得している本物の天才。
長谷部勉（） 〈50〉
演 - ユースケ・サンタマリア
「科学犯罪対策室」のメンバーであり、元警視庁刑事部捜査一課の刑事。階級は警部。最上曰く「ハセドン」。娘がいるが、離婚したために会えずにいる。警視庁内での検挙率ナンバーワンであることを買われた。
頭よりも足を使って真実に迫る。幽霊やオカルトの類いは苦手。
三枝益生（） 〈39〉
演 - 佐藤隆太
厚生労働省のキャリア官僚。小比類巻の大学時代の山岳部の後輩。通称「オカルト星人」。昔、亜美の家庭教師をしていた。

#### 科学犯罪対策室
奥田玲音
演 - 吉本実憂（S2 - ）
SF好きという理由で科学犯罪対策室に自ら志願して配属となる新人捜査官。あらゆる武術を習得した武闘派。

#### 小比類巻家
四宮聡子（）〈60〉
演 - 石野真子
祐一の義母（亜美の養母）。近所に住んでいて、家事全般をこなす。元看護師。
小比類巻亜美（）〈享年26〉
演 - 本仮屋ユイカ（幼少期：鈴木凜子）
小比類巻祐一の亡き妻。母・聡子は養母。星来を出産中にほどなくして死去した。亡くなる前に星来の幸せな成長を祈り、祐一へ託した。
小比類巻星来（）〈5〉
演 - 鈴木凜子
祐一の娘。出産後に亜美と死別したため、全く会ったことがない。

#### 警察庁・警視庁
島崎博也（）〈55〉
演 - 板尾創路
警察庁刑事局長。階級は警視監。科学犯罪対策室の発足を後押しした（本人は「名前を貸しただけ」）。
葛木信介（）〈52〉
演 - 西村和彦
警視庁捜査一課長。階級は警視正。科学犯罪対策室の捜査に振り回される。
玉置孝
演 - 塩顕治
警視庁捜査一課刑事。
山中森生
演 - 仲田育史
警視庁捜査一課刑事。
梶原
演 - 佐々木一平（S1）
警視庁捜査一課。

#### 法医学教室
柴山美佳
演 - 三津谷葉子（第2話 - ）
明春大学法医学教室の法医学者。

### キャスト（Season1）

#### ボディハッカージャパン（S1）
トランスヒューマニストで構成される集団。
カール・カーン
演 - 安藤政信（第2話 - ）
「ボディハッカージャパン」の代表。日本人。過去に最上を自身の研究に誘ったことがあり、知り合いである。
緋山飛鳥（）
演 - シャラ ラジマ（第2話 - ）
カール・カーンの秘書。season2では子供が8人いることが明かされた。

#### 榊原研究所（S1）
榊原康生〈56〉
演 - 加藤雅也（第7話 - 第10話）（青年時代：岡宏明〈第8話・第9話〉）
小比類巻と最上を知る謎の男。ウィルス学者で不老不死研究の第一人者。カール・カーンとはボディハッカージャパン設立当初から親交がある。トランスブレインズ社の君塚桃子とも親しくしている。

#### ゲスト（S1）

##### 第1話（S1）
郷原美鈴〈28〉
演 - 内田理央
「AIロボットによる殺人事件」のカギを握る「神楽テクノロジー」ロボット開発チームのチーフ。神楽博の一番弟子だった。
安井一央〈45〉
演 - 佐藤貢三
ロボット開発企業「神楽テクノロジー」CEO。「ロボット制作会社内社長殺害事件」の被害者。投資ファンドから送り込まれた人材で、会社を海外企業に売却しようとしており、社内での評判はすこぶる悪い。
神楽博
演 - 村上新悟
「神楽テクノロジー」の創始者で前CEO。3年前に病死。AI研究の第一人者だった。
矢野
演 - 谷遼
「神楽テクノロジー」総務社員。
職員
演 - 田口主将
最上友紀子がバイトしている新潟県下長岡市のウナギ養殖場の職員。
医師
演 - 本田大輔
小比類巻亜美の蘇生処置をする医師。
ニュースキャスター
声 - 杉野真実（日本テレビアナウンサー、第2話）
テレビでニュースを伝えるキャスター。
LEO
演 - アイオロス・ロボット
「神楽テクノロジー」が開発した介護用ロボット。最新のAIを搭載している。自分が安井を殺したと”自供”する。

##### 第2話（S1）
鮎川智彦〈33〉
演 - 今野浩喜
脳科学者。現在は「あゆかわ脳神経外科クリニック」院長。以前は「ボディハッカージャパン」で研究しており、カール・カーンに心酔していた。
三ツ矢純、坂東春敏
演 - 吉田健悟、松田陸
プロeスポーツ選手。田中のチームメイト。暴行された後、失踪している。
田中浩二
演 - 佐野弘樹
プロeスポーツ選手。村田たちに暴行されている最中に、頭から白い煙を噴き出して亡くなる。
村田慎吾
演 - 栄信
半グレ。飲食店経営。ゲーマーたちに暴行を働いて逃亡している。暴行傷害の前科持ち。
受付女性
演 - 柴山美保
「あゆかわ脳神経外科クリニック」の受付。

##### 第3話（S1）
八木壮太、赤井
演 - 長谷川ティティ（最新章SP）、長村航希（最新章SP）
笠森研究所に不法侵入した動画配信者。それぞれ緑ヤギ、赤ヤギと名乗っている。
安田弥生
演 - 華優希
笠森研究所研究員。植物バイオテクノロジーの研究者。最上友紀子を尊敬している。
笠井倫子
演 - 長尾純子
山梨県警刑事。笠森研究所へ祐一たちを案内する。
柿本輝義
演 - 岩谷健司
笠森研究所所長。大腸がんで亡くなった土屋健太郎〈57〉の遺体の捜索を警察に頼む。
絵美
演 - 早野由香
土屋健太郎が入院していた病院の看護師。
永山
演 - 篠田諒
恋人と車に乗っていて、放浪する土屋の遺体と遭遇した男。
木島
演 - 濱祐太朗
笠森研究所研究員。安田弥生の同僚。

##### 第4話（S1）
岡澤まひる
演 - 天木じゅん
生配信中に飛び降りた地下アイドル。愛称：まひまひ。未遂に終わり一命を取りとめる。
吉田咲
演 - 中川紅葉
生放送中に飛び降り自殺したお天気キャスター。
芹沢隆
演 - 大城龍永
小学1年でプログラミングの世界大会で賞をもらうほどの天才プログラマーの小学生。半年前に亡くなっている。
芹沢道夫、芹沢恵
演 - 田中美央、太田美恵
隆の両親。
岡澤まひるのファン
演 - おーちゃん、ノリ、千葉ストロガノフ（バビロン）
塾講師
演 - 生津徹
生徒が突然教室の窓から飛び降り自殺した博本塾の講師。
レストランスタッフ
演 - 長内映里香
スタッフがパーティーの最中、突然飛び降り自殺した青山のレストラン「ボンボルノ」のスタッフ。
サイエンサー秀樹
演 - 井上想良
科学戦士サイエンサー。
番組スタッフ
演 - 渡馬之介
吉田咲が出演中に飛び降り自殺したテレビ番組のスタッフ。
看護師
演 - 重松りさ
岡澤まひるが搬送された秋葉中央病院看護師。
ゲームプレイヤー
演 - 東慶介
祐一に裏技を教えてくれるプレイヤー。

##### 第5話（S1）
速水真緒（はやみ まお）〈35〉
演 - 栗山千明（第8話）
最上の大学の先輩であり、かつての共同研究者。1987年1月15日生まれ。現在の職業はサイエンスライター。過去に最上と取り組んでいた「プロメテウス・ウイルス」の研究を密かに続けていた。最上との待ち合わせに向かう途中、急に倒れ、急速に老化して死亡。
大野茂樹
演 - 佳久創
タテノカワパークを捜索する警視庁立川東警察署 刑事。
河合栄人
演 - 松本実
違法薬物の売人。立川市のタテノカワパークで急激に老化して死亡。
山上翔、まこと
演 - 中村朗仁、宇賀山大成
スケボー少年。タテノカワパークでたまたま河合と相席し、死ぬところを目撃する。
女子高生
演 - 石田夢実
タテノカワパークで、河合が死ぬところをスマホで録画していた高校生。
女子高生
演 - 染野有来、三原羽衣
タテノカワパークのゲームコーナーのプリクラで写真撮影している高校生。ウィルスを確保しようとプリクラ内に侵入してきた長谷部を、変態呼ばわりする。

##### 第6話（S1）
諏訪直人 / スワニー
演 - ダイアモンド☆ユカイ
人気心霊研究家。番組のオカルトアドバイザー。英語混じりに話す。大学では物理学を専攻していたが、中退してオカルトライターになった異色の経歴の持ち主。
行武プロデューサー、大友健（AD）、司会者、ディレクター
演 - 東根作寿英 、平岡亮、梅中悠介、江口信
祐一らが出演するテレビ番組「徹底検証！未解決現象ファイル」のスタッフ。10年前に廃業した心霊スポット「山名ホテル」を取材する。
志村令
演 - 草村礼子
誠二の母。ホテルに泊まりに来ていた幸子のことを憶えていた。
志村誠二
演 - あべかつのり
日本三大心霊スポットのひとつとされる「山名ホテル」のオーナー。
海老原幸子
演 - 秋谷百音
「山名ホテル」で失踪したとされる女性。土竜の間で幽霊として目撃されており、「土竜の間の幸子さん」と呼ばれている。

##### 第7話（S1）
君塚桃子
演 - 板谷由夏
来栖正人の別れた妻。最近、幼い娘・舞を亡くしている。ボディハッカージャパンが出資しているトランスブレインズ社の研究員。ナノサイズのロボット「ナノマシン」を開発している。
来栖正人
演 - ジョーナカムラ
ホテルのプールで変死した与党の若手衆議院議員。郷田幹事長の娘と婚約している。ホテルのプールで水泳中に、顔のありとあらゆる穴が塞がってのっぺらぼうの状態になり窒息して死亡する。
橘紀子
演 - あいだあい
来栖正人の秘書。
SP
演 - 青木哲也、久田悠貴
来栖正人のSP。プールで来栖を救助する。
西城等（さいじょう ひとし）〈45〉
演 - 平山祐介（第8話 - ）
元刑事。刑事時代から暴力団とつながりがあり、10年前懲戒処分を受け辞めている。現在は経営コンサルタント会社経営だが、実態は裏社会の便利屋として暗躍する人物。また、現役刑事から情報を得ているとの噂もある。

##### 第8話（S1）
黛美羽（まゆずみ みわ）〈31〉
演 - 本仮屋ユイカ（二役）
ヨガインストラクター。不審な車の中で、全身の血液がすべて失われた遺体で発見される。死因はサイトカインストームによる多臓器不全。
影山沙也香（かげやま さやか）
演 - 鷲見玲奈（第9話・最終話）
榊原研究所の研究員。星来の保育園に現れる。
葉山つばさ
演 - 吉田芽吹
警視庁科学捜査研究所の研究員。小比類巻亜美と黛美羽のDNA鑑定を行う。
レポーター
演 - 池田宜大
「悪魔の子事件」の現場アイワの杜クリニックで榊原茂吉院長を直撃する。
今井
演 -  大原康裕
「悪魔の子事件」の遺伝子操作の問題を解説する。
司会者
演 - 浅野雅博
「悪魔の子事件」を伝えるテレビ番組の司会者。
ジムのマネージャー
演 - 和田有徳
黛美羽が働いていたフィットネスジムのマネージャー。
保育士
演 - 村中暖奈
星来を預かっている保育園の保育士。
記者
演 - 関幸治
アイワの杜クリニック前で榊原茂吉院長に詰め寄る記者。
石井
演 - 新田健太
西城等の手下。

##### 第9話（S1）
守矢、金城
演 - 久ヶ沢徹、藤重政孝
警視庁警務部の監察官。小比類巻の暴走の責任を取るよう、島崎刑事局長に圧力をかける。
教授
演 -  外山誠二
榊原康生が1990年当時、所属していた研究室の教授。
成瀬
演 -  田邊和也（最終話・S2）
西城等の手下。最上友紀子を拉致して榊原の元へ連れて行く。
鶴本
演 -  青木健
西城等の手下。現役の刑事から情報を金で買っている。
坂本
演 -  横山一敏
盗んだ黒いバンを、星来を連れ去った犯人に売り払っていた自動車整備士。
警官
演 - 蔦宗正人
小比類巻祐一に職務質問する警官。

##### 最終話（S1）
多喜川仁、川又
演 -  増田修一朗（S2)、コーシロー（S2)
西城と部下の成瀬に金で雇われている男たち。
海上保安官
演 -  橋本禎之
尾北礼太
演 -  笠兼三（最新章SP）
刑事。最新章SPでは内閣危機管理センター勤務。
薄田
演 - 小田龍哉
竜千島（りゅうせんとう）にある榊原研究所の研究員。最上に殴られ逃げられる。

### キャスト（Season2）

#### ライデングループ（S2）
世界中の富裕層に様々な科学技術を利用したサービスを提供する外資系サイエンス企業。
沢田克也
演 - 平山浩行
日本支部のシニアマネージャー。
遠藤和馬
演 - 弓削智久
闇仕事請負人。沢田から依頼を受ける。
九竜洋一
演 - 升毅
医師。日本支部の研究機関の研究者。最上博士の恩人。
犯罪者矯正プログラム「パクス計画」に関わる。
パクス計画に関する重要な欠陥を見つけ、それを上層部に突きつけようとした直前に遠藤によって殺害され、その罪は最上博士に着せられた。

#### その他（S2）
手塚祿郎
演 - 池内万作
公安捜査官。最上を「最悪の窮地」に追い込む。ある少年が起こした犯罪により6歳の娘を失っている。
郡山遼
演 - 深水元基
フリージャナリスト。ライデングループに関する黒い噂を調べており、その過程でナオキを保護、科学犯罪対策室に託す。
槇原豊
演 - 石田剛太
厚生労働省の職員。
小島俊
演 - 酒井善史
厚生労働省の職員。
倉敷学
演 - 土佐和成
厚生労働省の職員。

#### ゲスト（S2）

##### 第1話（S2）
真鍋日奈子
演 - 土井玲奈（第2話）
板橋中央警察署の刑事。
馬場桜子
演 - 二宮郁（第2話）
日東理工科大学の研究員。
別所壮太
演 - 福崎那由他
元少年犯罪者の交通誘導員。
交通誘導員
演 - 草野イニ

##### 第2話（S2）
三浦勇気
演 - 市川理矩（第3話）
「パクス計画」でワクチンを打った元少年犯罪者。婚活パーティーに参加していた際立てこもり事件に巻き込まれる。
新庄雅樹
演 - 吉田朋弘（第3話）
　三浦が少年時代に起こした犯罪によって婚約者を失った。その復讐のため手塚と手を組み、婚活パーティー中の立てこもり事件を起こす。
堤大吾
演 - 大朏岳優
「パクス計画」でワクチンを打った元少年犯罪者。警察署内で凶暴化し奥田と衝突、命を落とす。
樋口映見
演 - 渡邊璃音
尾行の男
演 - 朝妻徹

長屋陸
演 - 松村陸斗
LYDEN受付嬢
演 - 長屋弥来

##### 第4話（S2）
岩崎康介
演 - 須田邦裕（第5話）
インファ運送の内通者。郡山と随時連絡を取っていた。
淀川聡
演 - 青戸昭憲
衆議院議員・葛原善治の秘書。元警察官僚。
ハルト
演 - 鴇田蒼太朗（第1話・第5話）
コクーンから脱走した少年。連れ戻そうとした多喜川の車で事故にあい命を落とす。
ナオキ
演 - 國島誠雅（第1話・第5話・第6話）
ハルトとともにコクーンから脱走した少年。車の事故でなんとか生き残り、その後郡山に保護される。

##### 第5話（S2）
槇原豊、倉敷学、小島俊
演 - 石田剛太（ヨーロッパ企画、第6話）、土佐和成（ヨーロッパ企画、第6話）、酒井善史（ヨーロッパ企画、第6話）
厚労省職員。ライデングループの不正を告発しようとして左遷されており、三枝に手を引くよう警告する。
野村楓
演 - 綾乃彩
ナオキたちが育ったコクーンの教師。

##### 第6話（S2）
鮫島孝雄
演 - 阿部翔平
脳神経外科医。ナオキのオリジナルである大富豪の田部正明を転院させた医師。
椿文治
演 - 大和田伸也（S3第5話）
元厚労省役人。現在ライデングループ日本支部顧問。
掃除屋
演 - 五味涼子
あらゆる薬品を使い遺体の後始末をする掃除屋。奥田に匹敵する戦闘力の持ち主。

### キャスト（最新章SP）

#### 国際テロリズム対策課（SP）
橘るい（たちばな るい）〈42〉
演 - 駿河太郎（S3）
警察庁警備局国際テロリズム対策課課長。警視正。小比類巻とは警察大学校の同期。
秋月亘
演 - 山本章博（S3）
警察庁警備局国際テロリズム対策課。橘るいの部下。
西山彰人
演 - 増永樹（S3）
警察庁警備局国際テロリズム対策課。橘るいの部下。

#### 内閣危機管理センター
海老原勲
演 - 阪田マサノブ
内閣総理大臣。
櫻井、林田、金子、大平、吉田、火野萬長
演 - 大村わたる、杉本凌士、鈴木豊、中武億人、須間一也、安藤親広

#### その他（SP）
青柳結弦（あおやぎ ゆづる）
演 - 青木柚（幼少期：長尾翼）
誠一郎の息子。殺人容疑の疑いをかけられている逃亡犯。特殊詐欺グループに属する。
青柳誠一郎〈54〉
演 - 神尾佑
メーティス開発チームリーダー。3日前から消息不明。メーティスの生みの親。
倉内りお
演 - 宮下咲
青柳結弦の元恋人。
青柳奈緒子
演 - 黒沢リコ
誠一郎の妻。結弦の母。ひと月前脳梗塞で他界。
落合、森田
演 - 加瀬信行、高品雄基
AGI（汎用人工知能）メーティスの開発会社「シグナルドアーズ」の主任とチーフエンジニア。
中原
演 - 中原和人
官房長官。
補佐官
演 - 山本啓之
総理補佐官。
村松篤弘
演 - 島崎義久（S3第1話）
警察庁長官。
東原茜
演 - 大堀結衣（S3第2話・第3話）
サイバーテロを伝えるキャスター。
四谷諭知
演 - 松坂龍
新日本テレビ解説委員。

### キャスト（Season3）
御門凛子（みかど りんこ）
演 - 田中みな実
菌学研究者。多摩理科大学教授。菌類研究の第一人者で、「キノコ博士」と呼ばれている。以前、北極で見つかった太古の菌「ヴィーザル」を蘇らせたことがある。
鈴原大樹
演 - 福松凜
凛子が信頼を寄せる大学院生。
桑畑慎〈50〉
演 - 丸山智己
防衛省防衛政策局 国際防衛対策課。

#### ゲスト（S3）

##### 第1話（S3）
栗山ミキオ
演 - 前野朋哉
警察庁のテロ対策訓練用VRの制作者。
吉田道徳
演 - 金原泰成（第2話）
青葉台西交番 警察官。巡査部長。道を尋ねてきたタクシー運転手を突然殺害する。
安井次央
演 - 佐藤貢三（第2話）
吉田巡査部長に殺害されたタクシー運転手。
横山まゆ
演 - 下城愛
刑事。
佐竹太陽
演 - 金井迪大（第2話）
交通事故後の交通整理を担当していた警察官。巡査長。いきなり通行人の茂木智哉を射殺する。
中村拓海、堀大輔
演 - 大石敦士（第2話）、高橋邦春（第2話）
同上の交通整理の警察官。それぞれ巡査部長と巡査長。茂木智哉の妻子を追い回し発砲する。堀巡査長は直後に事故死する。
茂木智哉
演 - 舘野将平（第2話）
通りかかった交通事故現場で交通整理をしていた警察官にいきなり射殺される。
茂木優紀、茂木翔太
演 - 野村麻純、松井稜樹
茂木智哉の妻子。発砲警察官に銃を向けられ追いかけられるが、橘るいに助けられる。
黄川田優斗
演 - 高山陽平
関東近郊現職警察官けん銃使用による連続殺人等事件・合同特別捜査本部の捜査員。
長屋美結
演 - 長屋弥来
茂木優紀が入院した西上野病院の看護師。
雨宮猛
演 - 森一（第2話）
脳科学者。「雨宮研究所」所長。日本のマインドコントロール研究の第一人者。11年前に失踪した。

##### 第2話（S3）
水野賢司
演 - 大谷隆二
元警視庁捜査官。犯罪コメンテーター・犯罪評論家。
守山憲太
演 - 北村海
警察官。巡査長。朝の街中で突然通行人に発砲し死亡させる。
柳澤竜二
演 - 岸本舜生
事件現場近くのゲームセンターのマネージャー。監視カメラの映像は既に警察に渡したと小比類巻たちに答える。
大和千鶴
演 - 佐々木史帆
雨宮猛のかつての助手。
辻本昭一郎
演 - 田鍋謙一郎
雨宮研究室閉鎖について証言する雨宮のかつての部下。
平真人
演 - 玉木惣一郎
雨宮のかつての部下。最上友紀子のファン。
鍵山朋子
演 - 竹内えり（第3話）
新日本テレビアナウンサー。横浜G7サミットの開幕をセレモニー会場の横浜中央公園から伝える。

##### 第3話（S3）
総曲輪悟（そうがわ さとる）
演 - 水橋研二
雨宮研究所に16年勤めた元助手。マインドコントロール研究のデータを雨宮から盗んだとされる。
皆川隆司
演 - 金児憲史（第4話・第5話）
防衛省防衛政策局 国際防衛対策課職員。桑畑慎の部下。総曲輪研究所に現れ、総曲輪悟を拉致する。
警備職員
演 - 平良太宣
監視カメラ搭載のバルーン型ドローンについて奥田に説明する。

##### 第4話（S3）
山井徹
演 - 田中聡元（第5話）
厚生労働省の官僚。後輩の三枝益生に仕事の引継ぎをしている。
小泉晴美〈31〉
演 - 天野はな（第5話）
御門凛子の前勤務先である湘南真菌類研究所の元研究員。原因不明の火災に巻き込まれ死去した。
飯沼信行
演 - 福田転球
湘南真菌類研究所で起きたバイオハザード事故を報じた「週刊ブラフ」の編集長。
佐渡山幸喜
演 - 渡辺翔
多摩理科大学職員。椎野が御門に持ってきた菌糸を鈴原に渡してしまう。
椎野茸実
演 - 高山璃子
橘るいから検出された生きた菌糸を城政大学医真菌研究センターから多摩理科大学まで運んでくる。

### スタッフ
- 原作 - 中村啓「SCIS 科学犯罪捜査班 天才科学者・最上友紀子の挑戦」（光文社文庫 / 光文社 刊）
- 脚本
  - S1 - 福田哲平、関久代、土城温美
  - S2 - 福田哲平、関久代、土井笑生
  - S3 - 関久代、土井笑生
- 音楽 - 菅野祐悟
- 主題歌 - DEAN FUJIOKA「Apple」（A-Sketch）[120]
- 警察監修 - 石坂隆昌
- 法医学監修 - 佐藤喜宣
- 医療指導
  - S1 - 植野永子、布施友里恵
  - S2 - 植野永子、布施友里恵、小川史洋、布施友里恵
- 科学監修 - 岩尾徹（東京都市大学）
- 生命科学監修 - 小林武彦（東京大学定量生命科学研究所）
- 脳神経科学監修 - 紺野大地（東京大学医学部附属病院・ERATO池谷脳AIプロジェクト）
- 物理監修 - 沖野晃俊（東京工業大学科学技術創成研究院未来産業技術研究所）
- ナノ医療監修 - 西山伸宏（東京工業大学 科学技術創成研究院化学生命科学研究所・川崎市産業振興財団ナノ医療イノベーションセンター）
- 植物生理学監修 - 朝比奈雅志（帝京大学理工学部バイオサイエンス学科・先端機器分析センター）
- 実験監修 - 鈴木美穂（埼玉大学大学院 理工学研究科物質科学部門）
- 科学アドバイス - 中川草（東海大学医学部）
- 科学監修協力 - 平野拓一（東京都市大学理工学部電気電子通信工学）
- 実験監修協力 - 長谷川有貴（埼玉大学大学院理工学研究科数理電子情報部門）
- 特殊造型 - 梅沢壮一、吉田等
- アクションコーディネーター - 諸鍛冶裕太
- 制作 - 田中宏史、長澤一史
- チーフプロデューサー
  - S1・S2 - 三上絵里子、茶ノ前香
  - S3 - 松本京子、石尾純
- プロデューサー
  - S1 - 能勢荘志、尾上貴洋、古屋厚
  - S2 - 能勢荘志、尾上貴洋、古屋厚、小田切ありさ
  - S3 - 能勢荘志、池田健司、小田切ありさ、古屋厚
- 監督
  - S1・S3 - 羽住英一郎
  - S2 - 羽住英一郎、長野晋也
- 原作脚本協力 - エム・エーフィールド
- 制作協力 - ロボット
- 制作プロダクション - 日本テレビ（S2・S3）
- 製作著作 - 日本テレビ（S1）、HJホールディングス

### 放送日程

#### Season 1
| 話数                                                                        | 放送日  | サブタイトル                    | ラテ欄                                                   | 脚本              | 視聴率 |
| --------------------------------------------------------------------------- | ------- | ------------------------------- | -------------------------------------------------------- | ----------------- | ------ |
| File:001                                                                    | 4月23日 | 殺人回路（AI）                  | 科学は闇か光か!? 介護ロボットは人を裏切り殺意を抱くのか? | 福田哲平 関久代   | 8.3%   |
| File:002                                                                    | 4月30日 | 震える魂（DATA）                | 魂が抜けた!? 脳内チップの謎と不老不死への誘い…!          | 福田哲平 関久代   | 6.6%   |
| File:003                                                                    | 5月07日 | 屍者（Memory）に乗って          | 死体が歩いた!? 蘇りの科学の秘密と亡き家族への想い        | 福田哲平 関久代   | 5.0%   |
| File:004                                                                    | 5月14日 | その瞬間（CODE）に翔べ          | 仮想現実… 最愛の人に会えるゲームの誘惑と家族の絆         | 福田哲平 関久代   | 5.5%   |
| File:005                                                                    | 5月21日 | 不滅の光（Prometheus）          | 人類の夢… 老化を止める研究の謎と科学者の裏切り!?         | 福田哲平 関久代   | 5.3%   |
| File:006                                                                    | 5月28日 | 貴方（INVISIBLE）しか見えない   | 心霊現象VS科学! 温泉宿の美女幽霊の謎                     | 土城温美 福田哲平 | 5.9%   |
| File:007                                                                    | 6月04日 | ミクロ侵入指令（ASSASSINATION） | 冷凍庫の愛する人… 女性研究者が犯した証拠なき殺人         | 福田哲平 関久代   | 5.5%   |
| File:008                                                                    | 6月11日 | 悪魔（Elmer）はだぁれ?          | 冷凍した妻と同じ顔の遺体!? 二人の秘密と愛娘の危機        | 福田哲平 関久代   | 5.0%   |
| File:009                                                                    | 6月18日 | 神々の欺瞞（ελπισ）             | 科学の闇が愛娘と仲間を襲う… 立場を捨てた父の暴走         | 福田哲平 関久代   | 4.8%   |
| Last File                                                                   | 6月25日 | 神々の言伝（hope）              | 最凶ウイルスから人類を救え! 不老不死… 最後の審判         | 福田哲平 関久代   | 4.9%   |
| 平均視聴率 5.7%（視聴率はビデオリサーチ調べ、関東地区・世帯・リアルタイム） |         |                                 |                                                          |                   |        |

#### Season 2
| 話数      | 配信日  | サブタイトル | 脚本                     | 監督       |
| --------- | ------- | ------------ | ------------------------ | ---------- |
| File:2001 | 6月25日 | 怒れる血     | 福田哲平 関久代 土井笑生 | 羽住英一郎 |
| File:2002 | 7月02日 | 捻れる血     | 福田哲平 関久代 土井笑生 | 長野晋也   |
| File:2003 | 7月09日 | 飢える血     | 福田哲平 関久代 土井笑生 | 長野晋也   |
| File:2004 | 7月16日 | 女神の脈動   | 関久代 福田哲平          | 羽住英一郎 |
| File:2005 | 7月23日 | 女神の覚醒   | 関久代 福田哲平          | 羽住英一郎 |
| File:2006 | 7月30日 | 女神の偽計   | 福田哲平 関久代          | 羽住英一郎 |

#### 最新章SP
| 話数                                                     | 放送日        | ラテ欄       | 脚本   | 監督       | 視聴率 |
| -------------------------------------------------------- | ------------- | ------------ | ------ | ---------- | ------ |
| File:3000                                                | 2024年6月16日 | 図られた邂逅 | 関久代 | 羽住英一郎 |        |
| 視聴率はビデオリサーチ調べ、関東地区・世帯・リアルタイム |               |              |        |            |        |

#### Season 3
| 話数      | 配信日        | サブタイトル     | 脚本            |
| --------- | ------------- | ---------------- | --------------- |
| File:3001 | 2024年6月16日 | 誰がための鐘 1/5 | 関久代 土井笑生 |
| File:3002 | 2024年6月23日 | 誰がための鐘 2/5 | 関久代 土井笑生 |
| File:3003 | 2024年6月30日 | 誰がための鐘 3/5 | 関久代 土井笑生 |
| File:3004 | 2024年7月07日 | 誰がための鐘 4/5 | 関久代 土井笑生 |
| File:3005 | 2024年7月14日 | そは汝の為に     | 関久代 土井笑生 |

| 日本テレビ系列 土曜ドラマ           | 日本テレビ系列 土曜ドラマ                                                    | 日本テレビ系列 土曜ドラマ              |
| 前番組                              | 番組名                                                                       | 次番組                                 |
| ----------------------------------- | ---------------------------------------------------------------------------- | -------------------------------------- |
| 逃亡医F （2022年1月15日 - 3月19日） | パンドラの果実 〜科学犯罪捜査ファイル〜 Season 1 （2022年4月23日 - 6月25日） | 初恋の悪魔 （2022年7月16日 - 9月24日） |